# Janet Kavandi
Janet Lynn Kavandi (Springfield, 17 de julho de 1959) é uma cientista e astronauta norte-americana, veterana de três missões no espaço a bordo do ônibus espacial.
Natural do Missouri, formada e com doutorado em química, trabalhou na empresa Boeing na década de 1980 em projetos do Departamento de Defesa, até ser selecionada pela NASA em dezembro de 1994, como candidata ao treinamento de astronauta no Centro Espacial Lyndon B. Johnson, em Houston, Texas.
Após o curso de treinamento de um ano, foi qualificada como especialista de carga, trabalhando na integração de cargas para a Estação Espacial Internacional. Em junho de 1998, foi ao espaço como integrante da missão STS-91 Discovery, a última missão do programa conjunto entre Estados Unidos e Rússia de acoplamento entre o ônibus espacial e a estação orbital russa Mir. Após esta missão, ela atuou como CAPCOM (comunicadora de vôo entre a Terra e naves no espaço) no Centro de Controle de Missão da NASA.
Seu segundo vôo se deu em fevereiro de 2000, na STS-99 Endeavour, uma missão de reconhecimento topográfico da Terra, que mapeou mais de 47 milhões de milhas do planeta por radar, a fim de desenhar um mapa terrestre tridimensional de precisão. Sua última missão foi sua primeira visita à ISS, em julho de 2001, na STS-104 Atlantis, que instalou peças na estrutura da estação e realizou experimentos conjuntos com os integrantes da Expedição 2.
Depois de seu último voo espacial, ela serviu novamente no departamento de cargas espaciais, responsável pelo treinamento, segurança e operações de tripulações a bordo da ISS, assim como no desenvolvimento de hardwares e softwares para a estação. Desde 2005 foi elevada ao cargo de vice-diretora do departamento de astronautas da NASA, onde trabalha atualmente.
Kavandi tem um total de 33 dias passados no espaço, tendo percorrido um total de treze milhões de milhas em 535 órbitas ao redor da Terra.